# Sueyoshi Magozaemon

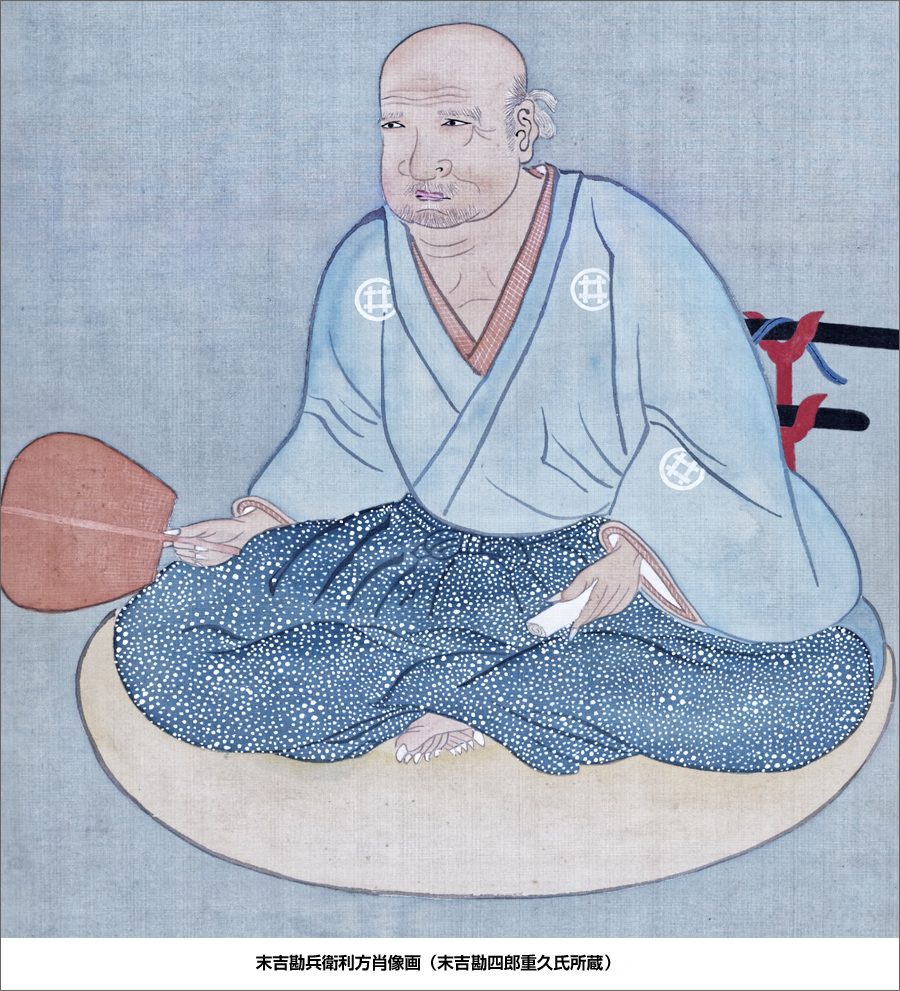
Sueyoshi Magozaemon

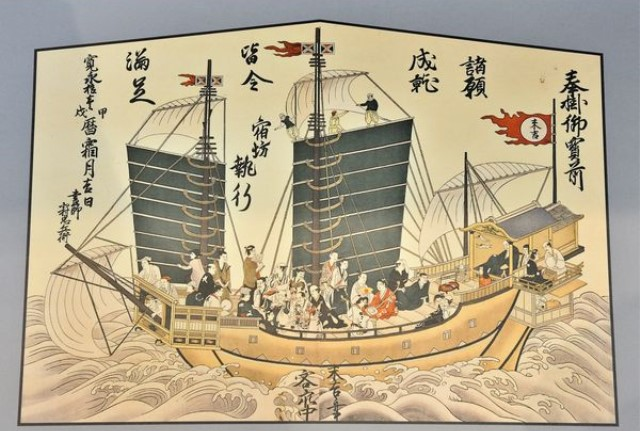
Sueyoshi Votivtafel

Sueyoshi Magozaemon (japanisch 末吉 孫左衛門, auch Sueyoshi Yoshiyasu genannt; geboren 1570 in Hirano; gestorben 1. Mai 1617) war ein Japaner, der im Überseehandel mit „Rotsiegel-Schiffen“ zu Reichtum gelangte.

## Leben und Wirken
Sueyoshi Magozaemon nahm, gemeinsam mit seinem Vater Kambei Toshikata (勘兵 衛利方), schon früh zu Tokugawa Ieyasu Kontakt auf und beteiligte sich nach der Schlacht von Sekigahara 1601 im Auftrag von Ieyasu an der Gründung der Münzprägestätte „Fushimi Ginza“ (伏見銀座). 1607 trat er die Nachfolge seines Vaters an und wurde für seine Leistungen bei der Belagerung von Osaka – er errichtete das Hauptquartier für Ieyasu – zum Verwalter (代官) der Bezirke Shiki (志紀) und Kawachi in der Provinz Kawachi – heute Präfektur Osaka ernannt. Er verkehrte mit hochrangigen Daimyō des Shogunats wie Doi Toshikatsu (土井 利勝; 1573–1644), Sakai Tadayo (酒井 忠世; 1572–1636), Honda Tadakatsu (本多 忠勝; 1548–1610) und mit dem Priester Konchiin Sūden (金地院 崇伝; 1569–1633).
Von 1604 bis 1616 schickte Sueyoshi jedes Jahr Rotsiegel-Schiffe in die Region Luzon. Sein Sohn Magosaemon Nagakata (孫左衛門長方) trat die Nachfolge an und wurde in ähnlicher Weise zum Verwalter der Landkreise Kawachi und Shiki ernannt. Er entsandte jedes Jahr Rotsiegel-Schiffe in Richtung Tonkin, was eigentlich in der Zeit der Landesabschließung nicht erlaubt war. Diese Rotsiegel-Schiffe der Sueyoshi-Familie wurden „Sueyoshi-Schiffe“ genannt. Im Tempel Kiyomizu-dera in Kyōto gibt es drei Sueyoshi-Votivtafeln, die zurückkehrende Schiffe zeigen, und zwar aus den Jahren 1632, 1633 und 1634.